# Boris Cibic
‎Boris Cibic, slovenski kardiolog, * 2. september 1921, Prosek, Italija, † 31. januar 2024, Ljubljana.

## Življenjepis
Boris Cibic je maturiral na klasičnem liceju Dante Alighieri v Trstu leta 1940, nato se je vpisal na Medicinsko fakulteto Univerze v Padovi, še pred začetkom študija pa je bil ujet in poslan v italijansko vojsko. Kasneje je bil zaprt v nemških taboriščih.
Po drugi svetovni vojni je leta 1949 dokončal študij medicine v Ljubljani in se zaposlil v Bolnišnici RSNZ. Od leta 1961 je bil predstojnik kardiološke službe, 1963-70 namestnik predstojnika internega oddelka v Bolnici dr. Petra Držaja. Po preusmeritvi v kardiologijo je delal v kliniki Eppendorf v Hamburgu, kjer je leta 1969 postal primarij. Kasneje je bil direktor Interne klinike BPD in asistent na Katedri za interno medicino ter 1982-87/91? tudi direktor Bolnice dr. Petra Držaja.
17 let je bil predsednik Kardiološke sekcije Slovenskega zdravniškega društva in 10 let predsednik Internistične sekcije. Sodeloval je pri ustanovitvi Društva za zdravje srca in ožilja, dolgo let je bil njegov predsednik, nato njegov podpredsednik. Izdal je veliko publikacij o visokem krvnem tlaku. Volontersko je opravljal svetovalno vlogo kot zdravnik še dolgo po upokojitvi.

## Odlikovanja in priznanja
Borisa Cibica so septembra 2001 počastili na 1. kongresu internistov SZD. Leta 2002 je prejel srebrni častni znak svobode Republike Slovenije in 2012 nagrado glavnega mesta Ljubljana.

## Družina
Boris Cibic je brat pokojnega Milka Cibica in Ivana Cibica ter bratranec Rajka Cibica.